# 実相寺吾子
実相寺 吾子（じっそうじ あこ、1967年3月1日 - ）は、日本の女優。
神奈川県出身。父は映画監督だった実相寺昭雄、母は女優の原知佐子。1987年の舞台『ラズベリー』で女優デビュー。以前は文学座、演劇集団 円などに所属していた。趣味は料理。

## 出演

### テレビドラマ
- ウルトラマンをつくった男たち 星の林に月の舟（1989年） - フジ隊員役・桃井浩美役
- ウルトラマンティガ 第34話（1997年）
- ドラマ女の手記 再婚の条件
- 凛々と
- WARASHI
- 怪奇千夜一夜物語
- 男と女のミステリー「海辺の骨」
- 火曜サスペンス劇場 「女弁護士高林鮎子23 秋田新幹線冬の迷彩」（1999年、日本テレビ) - 天野理恵役

### 映画
- 宇宙の法則
- CLOSINGTIME
- 実相寺昭雄の不思議館

### ビデオ
- 天使の翼
- 女弁護士紗代子の事件簿
- 実相寺昭雄の不思議館2

### ラジオ
- ウルトラQ倶楽部